# Цеглед

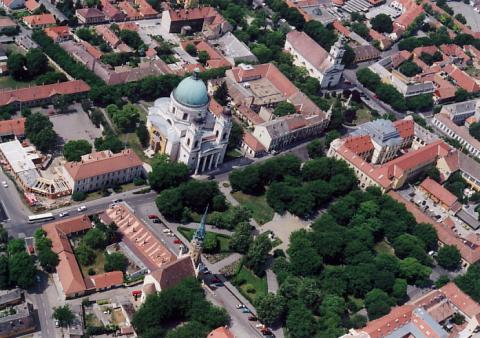
Центр Цегледа с высоты

Це́глед (венг.  Cegléd) — город в центральной части Венгрии, в медье Пешт. Население — 38 220 человек (2004).

## География и транспорт
Город расположен в 70 километрах к юго-востоку от Будапешта, в 25 километрах к западу от Сольнока и в 30 километрах к северу от Кечкемета.
Город стоит на железнодорожной линии Будапешт — Сольнок — Дебрецен. Рядом с городом проходит автомагистраль Будапешт — Дебрецен (Е60). Время пути на поезде от Будапешта — 1 час.

## История
Регион населён с глубокой древности. Впервые под своим современным именем Цеглед упомянут в 1290 году. В XIII веке город был разрушен монгольским нашествием, однако позднее снова был отстроен. В 1514 году Цеглед был одним из центров крестьянского восстания под руководством Дьёрдя Дожа.
Как и вся Венгрия, Цеглед попал под власть турок после поражения в битве при Мохаче. В 1687 году город перешёл под власть Габсбургов. Цеглед традиционно был одним из центров венгерского протестантизма, кальвинистская церковь была построена здесь в начале XVIII века. После того, как она сгорела в 1834 году, была построена новая, ставшая самым большим кальвинистским храмом Центральной Венгрии.

## Экономика
Цеглед расположен посредине плодородного сельскохозяйственного района, где широко развито садоводство и виноградарство. Один из сортов винограда, выведенных здесь, назван «Красавица Цегледа».
Основа экономики Цегледа — переработка сельскохозяйственной продукции и сельскохозяйственное машиностроение. Цеглед — важный транспортный узел.

## Достопримечательности
- В окрестностях Цегледа много термальных источников. В одном из предместий города открыт санаторий рядом с термальными источниками целебной минеральной воды.
- Кальвинистская церковь. Самая большая кальвинистская церковь Центральной Европы наряду с дебреценской. По объёму внутреннего пространства цегледский храм больше.
- Сабадшаг Тер (Площадь Свободы) — центральная площадь города. На ней стоит статуя Лайоша Кошута, точная копия которой находится в Нью-Йорке. На той же самой площади расположен Музей барабанов.
- Музей Кошута.
- Балкон Кошута — балкон бывшей гостиницы «Зелённая Дерева» в Братиславе, с которого Кошут произнёс знаменитую речь. Сейчас он установлен рядом с кальвинистской церковью Цегледа.
- Здание муниципалитета — построено в эклектичном стиле начала XX века.
- Лютеранская церковь — построена в неоготическом стиле,
- Церковь Святого Креста — католическая церковь, построена в стиле классицизм.

## Образование
В Цегледе располагаются пять учебных заведений:
- Политехническая и профессионально-техническая средняя школа имени Юзефа Бема.
- Средняя школа торговли и туризма имени Михая Кароли.
- Гимназия Лайоша Кошута.
- Профессионально-техническая средняя школа здравоохранения и сельского хозяйства имени Яноша Тёрёка.
- Средняя школа информатики и экономики.

## Интересные факты
- В окрестностях Цегледа выращивается особый сорт жёлтого перца, отличающийся богатым ароматом.
- Цеглед известен яркой музыкальной жизнью. В городе проводятся джазовые мероприятия, ежегодно в городе проходит музыкальный фестиваль «Барабанная Гала», который вызывает большой интерес в Венгрии и за границей. В Цегледе располагается Консерватория имени Ференца Эркеля.

## Население
| Год  | Численность | Численность |
| ---- | ----------- | ----------- |
| 2013 | 36 384      | [ 2 ]       |
| 2014 | 36 129      | [ 3 ]       |
| 2021 | 35 334      | [ 4 ]       |
| 2022 | 35 088      |             |
| 2023 | 36 344      | [ 5 ]       |
| 2024 | 36 391      | [ 1 ]       |

## Города-побратимы
- Вашвар, Венгрия[6]
- Влэхица, Румыния[6]
- Георгени, Румыния[6]
- Меркуря-Чук, Румыния[6]
- Мюльдорф-на-Инне, Германия[6]
- Одорхею-Секуеск, Румыния[6]
- Плауэн, Германия[6]
- Сфынту-Георге, Румыния[6]